# Complément d'agent
En syntaxe traditionnelle, le complément d’agent est un constituant propre à la phrase passive (ou apparentée à la phrase passive). Il s’agit du sujet de la phrase active correspondante. En français, il s’agit d’un syntagme prépositionnel introduit par la préposition par (ou plus rarement de) :
Titus est aimé par (ou de) Bérénice (phrase active correspondante : Bérénice aime Titus).
En fonction des langues, il peut être marqué par des adpositions, par des formes casuelles ou par les deux types de marques à la fois. Le complément d’agent est la plupart du temps facultatif et est souvent omis. 

## Dénomination
Le complément d’agent est traité en tant que constituant de la phrase à fonction syntaxique dans les grammaires traditionnelles de langues où il est relativement bien représenté, comme le français ou le roumain.
En anglais il n’est pas moins fréquent, mais dans les grammaires de cette langue il n’est pas délimité en tant que tel, mais conjointement avec le sujet, sous la dénomination commune d’agent ou agentive,. Dans d’autres langues, il est moins présent que dans les précédentes. Dans les grammaires de certaines de celles-ci, comme BCMS (bosnien, croate, monténégrin et serbe), il n’est pas pris en compte en tant que constituant à part. En hongrois non plus il n’est pas fréquent, cependant, dans certaines de ses grammaires il est mentionné en tant que complément à part.

## Le régissant du complément d’agent
Le plus souvent, le complément d’agent est subordonné à un verbe à la voix passive. Le complément d'agent d'une phrase passive correspond au sujet de la construction active correspondante :
- (fr) La charrue était tirée par les bœufs[1] ;
- (en) The electron was discovered by Thomson « L’électron a été découvert par Thomson »[2] ;
- (ro) Condițiile sunt stabilite de participanți « Les conditions sont établies par les participants »[4] ;
- (hu) A vers a költő által olvastatik fel « Le poème est lu par le poète »[5] ;
- (cnr) Svi će oni biti odlikovani od predśednika države « Ils seront tous décorés par le président de l’État »[6].

Le complément d'agent peut être régi par d'autres types de mots ou apparaître conjointement à d'autres formes verbales que le passif :
En français, le verbe faire utilisé en tant que semi-auxiliaire participe à deux périphrases pouvant subordonner un complément d’agent. L’une est pronominale et est équivalente au verbe passif : Mon père va se faire opérer par le Professeur Legrand. L’autre est active et a un sens factitif (ou causatif) : Je ferai bâtir ma maison par cet architecte.
Il en va de même de la construction se laisser + infinitif : Ne te laisse pas entortiller par ta maman (Gustave Flaubert).
D’autres régissants possibles sont :
- les participes passés adjectivaux postposés au nom : Pierre, convaincu par son frère, renonça à son projet[9] ;
- des noms déverbaux (dérivés de verbes) : Depuis sa condamnation par le pape, L’Action française avait disparu de La Belle Angerie (Hervé Bazin)[10] ;
- des adjectifs dérivés se terminant par le suffixe -able ou -ible : Les ultrasons ne sont pas perceptibles par nos sens[11].

En grammaire roumaine on prend aussi en compte une autre forme non personnelle, appelée supin : calități ușor de constatat de către oricine « des qualités faciles à constater par quiconque ».

## Nature des mots exprimant un complément d’agent
Le complément d’agent est exprimé par des noms, des mots substantivés (adjectifs, numéraux) et des pronoms). Si c’est un nom d’animé ou assimilable à un animé, il s’agit d’un agent qui veut, qui initie et qui contrôle l’action. Exemples :
- (fr) Les cambrioleurs ont été surpris par un voisin[7] ;
- (ro) A fost felicitat de cei doi « Il a été félicité par les deux »[4] ;
- (en) The apple was eaten by him litt. « La pomme a été mangée par lui »[3] ;
- (hu) a csoport által megtekintett kiállítás « l’exposition visitée par le groupe »[12] ;
- (sr) Presuda je potvrđena od Vrhovnog suda « La sentence a été confirmée par le Tribunal suprême »[13].

Ce complément peut également être exprimé par un inanimé, qui effectue l’action involontairement, sans la contrôler :
- (fr) Le parc était entouré d’un très haut mur[7] ;
- (en) A golfer was struck by lightning « Un joueur de golf a été frappé par la foudre »[2] ;
- (ro) Ușa a fost deschisă de vânt « La porte a été ouverte par le vent »[4] ;
- (cnr) Djelovi Primorja opet su zahvaćeni požarom « Des parties du Littoral ont encore été envahies par l’incendie »[6].

Dans une langue comme le hongrois, il n’y a pratiquement pas de complément d’agent inanimé.
Le complément d’agent peut parfois être confondu avec un complément d'objet indirect ou avec un complément circonstanciel d’instrument. Pour tester de quel complément il s’agit, on peut faire la transformation de la construction passive en construction active.

## Omission de l’agent
Généralement, le complément d’agent n’est pas essentiel, c’est-à-dire qu’il peut être supprimé sans que la phrase devienne agrammaticale. Ce complément étant le résultat d’une opération de rhématisation et placé dans la zone où l’information est maximale selon le principe du dynamisme communicationnel, son apport informationnel doit normalement être réel. L’agent sera ainsi souvent occulté quand :
- Il a déjà été mentionné et est facilement récupérable dans le contexte : Il a organisé une fête mais je n'ai pas été invité (par lui). De manière générale, le français évite de réaliser le complément d’agent sous la forme d’un pronom personnel disjoint pour ces raisons.
- Il est évident ou non spécifique : Le président a été réélu (par les électeurs).

La possibilité d'insérer ou non dans la phrase un complément d’agent permet en outre de distinguer le passif action du passif état (qui s’interprète comme l’état résultant du procès et où le participe passé s’apparente davantage à un adjectif attribut : Les volets sont baissés (*par le maître d'hôtel). Ici, l'ajout d’un agent est impossible si la phrase décrit un état.
Il existe tout de même des verbes pour lesquels le complément d’agent est indispensable, ex. Ces villas sont possédées par des étrangers.

## Formes et marqueurs spécifiques dans diverses langues
Dans les langues sans déclinaison, le complément d’agent est introduit par une adposition. Dans les langues à déclinaison, il peut être introduit par une adposition ou non. Dans les deux cas, il est porteur d’un marqueur casuel.

### En français
En français, deux prépositions sont susceptibles d’introduire le complément d’agent. Leur distribution dépend du type de verbe :
- La plus fréquente en français moderne est par, employée plutôt avec des verbes dynamiques, ex. La charrue était tirée par les boeufs[1].
- L’autre est de, utilisée avec des verbes statifs : des verbes qui expriment des sentiments : Il était aimé de tous[1], ou bien des verbes de cognition (Ces quatre murs, si connus de moi (Anatole France)[16]) ou encore des verbes qui expriment une localisation (Le flacon était entouré de paille)[1].

Un même verbe est parfois utilisé, en fonction de son sens, avec l’une ou l’autre : Il a été surpris de ma réaction (sens figuré) vs Les cambrioleurs ont été surpris par un voisin (sens propre). 
En français classique, l’emploi de la préposition de était largement majoritaire. La préposition à était également utilisée dans la langue ancienne (usage qui survit dans des expressions telles que être mangé aux mites).

### En roumain
Le roumain, langue ayant une déclinaison relativement réduite, se rapproche de celles sans déclinaison pour ce qui est des constructions à complément d’agent. Celui-ci est au cas accusatif, dont la forme ne diffère que pour peu de mots de celle du nominatif (cas du sujet), et se construit avec préposition. Celle-ci est couramment de : performanțe inatacabile de alte concurente « des performances inattaquables par d’autres concourrentes », Scrisoarea trimisă de mine încă n-o primiseră « La lettre envoyée par moi, ils/elles ne l’avaient pas encore reçue ». On utilise aussi la locution prépositionnelle de către, dans le registre soutenu, seulement avec des animés ou assimilables aux animés : Se fixează prețuri acceptabile de către populație « On établit des prix acceptables par la population ».
En roumain on rencontre relativement souvent le verbe pronominal à sens passif : Condițiile se stabilesc de participanți littéralement « Les conditions s’établissent par les participants ».

### En BCMS
En BCMS, langues à déclinaison relativement développée, les constructions à complément d’agent sont très différentes en fonction du caractère animé ou inanimé de l’agent. Un animé est au cas génitif avec la préposition od [(bs) Bio sam kažnjen od oca « J’ai été puni par mon père »], et un inanimé – au cas instrumental sans préposition : (sr) Grad je pogođen zemljotresom « La ville a été frappée par un tremblement de terre ».

### En hongrois
En hongrois, le verbe factitif est marqué par un suffixe spécifique, sa construction avec un complément d’agent étant plus fréquente qu’avec un verbe passif : Kimosatja a ruhát a feleségével « Il fait laver le linge par sa femme ».
Dans cette langue, dans la construction factitive, le complément d’agent est à l’instrumental sans postposition (correspondante de la préposition dans d’autres langues) : Jolánnal fésültette a haját « Elle faisait peigner ses cheveux par Jolán ». Une autre comporte la postposition által et un mot à désinence zéro, considéré comme étant au nominatif : a tanító által gyűjtött népdal « la chanson folklorique recueillie par l’institueur ». Cette construction est équivalente à une autre avec le verbe à une forme non personnelle appelée « participe verbal », avec le complément d’agent au nominatif sans postposition : az anyám sütötte kenyér « le pain cuit par ma mère ». En hongrois, les pronoms personnels ont des formes supplétives pour les fonctions de compléments autres que celui d'objet direct, certaines formées à partir de postpositions auxquelles on ajoute des suffixes personnels possessifs correspondant aux adjectifs possessifs d’autres langues. On les appelle « postpositions possessivées ». En tant que compléments d’agent on utilise de tels pronoms formés à partir de la postposition által : a tanító által gyűjtött népdal « la chanson folklorique recueillie par l’instituteur » → az általa gyűjtött népdal « la chanson folklorique recueillie par lui ». Aux autres personnes, les pronoms sont általam « par moi », általad « par toi », etc.